# Miguel Oquelí Bustillo
Miguel Ángel Oquelí Bustillo (25 februari 1856 - 18 april 1938) was een Hondurees militair en politicus.
Generaal Miguel Oquelí Bustillo, generaal Máximo B. Rosales en generaal J. Ignacio Castro pleegden op 25 februari 1907 met hulp van Nicaraguaanse militairen een staatsgreep waarbij president Manuel Bonilla ten val werd gebracht. Bonilla regeerde sinds 1903 als autoritair staatshoofd. Na de val van Bonilla werd een Regeringsjunta (Junta de Gobierno) gevormd met generaal Oquelí als voorzitter. De junta bewerkstelligde dat generaal Miguel R. Dávila op 18 april 1907 (waarnemend) president van Honduras kon worden. Dávila regeerde van 1907 tot 1911 en had de steun van de Verenigde Staten van Amerika.